# Stay Woke: The Black Lives Matter Movement
Pour plus de détails, voir Fiche technique et Distribution.
Stay Woke: The Black Lives Matter Movement est un téléfilm documentaire américain sorti en 2016 et traitant du mouvement Black Lives Matter et des événements qui ont conduit à son soulèvement,. L'expression « Stay Woke » (traduction: rester éveillé) fait référence à une prise de conscience continue des problèmes concernant la justice sociale et la justice raciale et a été largement utilisée grâce à Black Lives Matter,. Le documentaire « Stay Woke » donne une compréhension plus profonde de la façon dont le mouvement est né et de ce en quoi il croit.
Le film a fait ses débuts sur BET le 26 mai 2016,.

## Résumé
Le film s'ouvre sur le partage de l'enregistrement vocal de la nuit où Trayvon Martin a été tué par George Zimmerman. Le documentaire montre comment le hashtag #blacklivesmatter a grandi en popularité sur les réseaux sociaux et comment le mouvement s'est développé. D'autres incidents où l'injustice a été montrée sont présentés tout au long du film. Le documentaire « Stay Woke » montre l'appel à la justice à la suite de plusieurs cas de brutalité policière. "Stay Woke" approfondit le mouvement Black Lives Matter et tout ce que ce mouvement représente.

## Black Lives Matter
Le mouvement Black Lives Matter a débuté en 2013 après le tollé suscité par le meurtre de Michael Brown à Ferguson, dans le Missouri. Le mouvement a débuté dans le but de rapprocher les Afro-Américains qui partagent une bataille similaire contre le racisme et l’injustice. Black Lives Matter organise fréquemment des manifestations centrées sur des questions telles que la brutalité policière, l'inégalité raciale et le profilage racial.